# Warren Upham
Warren Upham est un géologue, archéologue, botaniste et bibliothécaire américain né le 8 mars 1850 à Amherst (New Hampshire) et mort le 29 janvier 1934 à Saint Paul (Minnesota). Il est connu pour ses études du lac Agassiz.

## Biographie
Warren Upham naît le 8 mars 1850 à Amherst.
Upham est diplômé du Dartmouth College en 1871 et travaille sous la direction du géologue Newton Horace Winchell (en) du Minnesota.
Il travaille comme géologue au New Hampshire avant de déménager au Minnesota en 1879 pour étudier les ressources et la géologie glaciaire de cet État. Le premier grand rapport d'Upham sur le lac Agassiz est publié en 1890 par la Commission géologique du Canada, mais le principal produit de ses nombreuses années d'études (The Glacial Lake Agassiz) est publié en 1895 comme Monographie 25 de la série de monographies de l'Institut d'études géologiques des États-Unis.
La Minnesota Historical Society publie son ouvrage historique de 735 pages sur les origines des toponymes, Minnesota Geographic Names: Their Origin and Historic Significance en 1920.
Une troisième édition révisée et agrandie de cette œuvre monumentale a été publiée par la Minnesota Historical Society en 2001.
En tant que botaniste, son centre d'intérêt est les spermatophytes.

## Publications
- The glacial lake Agassiz, avec Geological Survey (U.S.)
- The upper beaches and deltas of the glacial lake Agassiz
- Minnesota Geographic Names: Their Origin and Historic Significance, Volume 17[4]
- Minnesota Place Names: A Geographical Encyclopedia[5]
- Altitudes between Lake Superior and the Rocky Mountains